# Alte Synagoge (Langfuhr)
Koordinaten: 54° 22′ 38,3″ N, 18° 36′ 29,9″ O
Die Alte Synagoge am Markt in Langfuhr (polnisch Stara Synagoga w Gdańsku-Wrzeszczu) befand sich am Ostteil des Marktes. Die Synagoge wurde 1775 errichtet.  Die Reformgemeinde vereinigte sich 1883 mit den modernen Gemeinden der Stadt Danzig. Die Synagoge bestand bis 1887, als die gemeinsame Große Synagoge eröffnet wurde.

## Geschichte
In Langfuhr (poln. Wrzeszcz) entstand im 18. Jahrhundert eine große jüdische Gemeinde, die bei der Errichtung ihrer Synagoge über 230 Mitglieder zählte. Die ersten Juden hatten sich in den 1680er Jahren vor den Toren der Stadt Danzig niedergelassen. 
Bereits vor dem Bau der Synagoge hatte man einen Friedhof angelegt, der sich auf dem nördlichen Abhang der Königshöhe befand. Er wurde bis Januar 1939 belegt.
1927 wurde mit der Neuen Synagoge eine zweite Synagoge der Stadt Danzig im Stadtteil Langfuhr fertiggestellt, deren Bau heute noch als einziger besteht.
Heute befindet sich auf dem Platz der Alten Synagoge ein Brunnen – vor dem Einkaufszentrum Manhattan.